# GAZ-21
O GAZ M21 Volga é um automóvel produzido na União Soviética pela GAZ (Gorkovsky Avtomobilniy Zavod, "fábrica de automóveis Gorky") de 1956 a 1970. Foi o primeiro carro a levar o nome Volga, desenvolvido no início dos anos 1950. Os Volga foram construídos com grande distância ao solo (o que lhe dá uma aparência "alta" específica, ao contrário da aparência "baixa e longa e elegante" dos carros ocidentais de design semelhante), suspensão robusta, motor forte e tolerante e proteção contra ferrugem em uma escala inédita na década de 1950.
O Volga estava estilisticamente alinhado com os principais fabricantes americanos do período em que foi lançado e incorporava recursos de luxo na época, como banco dianteiro reclinável, acendedor de cigarros, aquecedor, lavador de pára-brisa e rádio de três ondas.
Quando em 1959 a linha de carros GAZ de seis cilindros foi descontinuada, o GAZ M-21 Volga se tornou o maior e mais luxuoso carro vendido oficialmente a proprietários individuais na URSS em grandes quantidades; embora seu preço muito alto o tornasse indisponível para a maioria dos compradores de carros, 639.478 carros foram produzidos no total.